# Húnafjörður

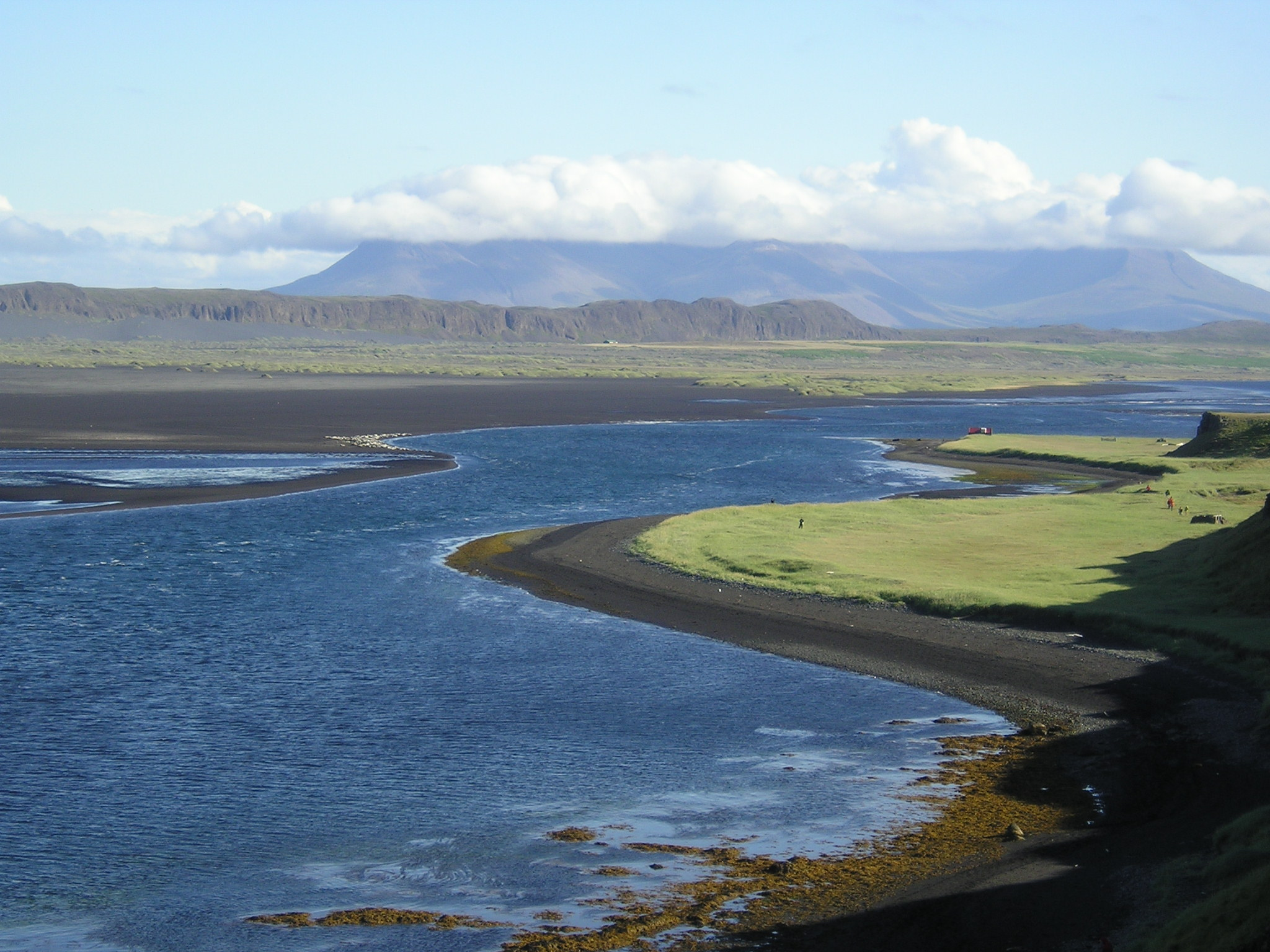
Húnafjörður

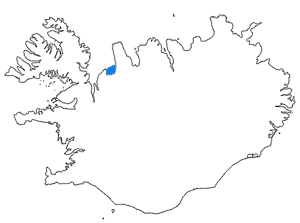
Locatie van de Húnafjörður in IJsland

De Húnafjörður is een fjord of baai die deel uitmaakt van de Húnaflói, een grote baai in het noorden in IJsland. De Húnafjörður ligt aan de Noordelijke IJszee en grenst aan de IJslandse gemeente Húnavatnshreppur.
De Húnafjörður ligt in het oostelijke deel van de Húnaflói en wordt begrensd door de schiereilanden Vatnsnes in het westen en Skagi in het oosten. Met een breedte van ± 15 km en een lengte van ± 10 km is de Húnafjörður meer een baai dan een fjord, maar deze wordt in het IJslands toch als fjord (fjörður) aangeduid.
In het westen van de fjord bevindt zich de drakenrots Hvítserkur.